# Myosotis dissitiflora
Myosotis dissitiflora är en strävbladig växtart som först beskrevs av John Gilbert Baker. Myosotis dissitiflora ingår i släktet förgätmigejer, och familjen strävbladiga växter.